# ناکو میزوساوا
ناکو میزوساوا (انگلیسی: Nako Mizusawa؛ زادهٔ ۱ اکتبر ۱۹۹۳) بازیگر اهل ژاپن است.